# Венеция между VIII и XI век
Между края на VII век и началото на VIII век, подобно на другите византийски провинции на Италия, Венеция е издигната в херцогство, оглавявано от военен и граждански управител с титлата dux. Херцог (по-късно дож) Орсо Ипато е третият поред дож, избран през 727 г. в резултат на антивизантийски бунтове. След него поста заемат византийски magister militum до около 751 г., когато Равенският екзархат пада под натиска на лангобардите. Следват десетилетия на политически борби между отделните селища, които се борят както помежду си за надмощие, така и като про- и анти- византийски фракции, а ситуацията е допълнително усложнена от усилията на папската власт да увеличи влиянието си. В крайна сметка дож Обелерио Антенорео и брат му Беато сключват съюз с франките и предават Венеция във властта на Пипин, за да се освободят от контрола на византийците.
Провизантийските привърженици дожите от семейство Партечипацио прехвърлят седалището на управление на групата острови Риалто. Макар че през 814 г. е сключен франко-византийски договор, гарантиращ на Венеция независимост от Западната империя, той не включва никаква фактическа независимост от Византия и въпреки това към 840 – 841 г. дожът преговаря на международната сцена вече от свое име. Това необичайно положение на малкото независимо херцогство, разположено териториално между две велики империи, допринася значително то да си извоюва ролята на търговски посредник.
Търговията бързо се развива въпреки дългата поредица от сериозни спорове между водещите венециански фамилии по отношение на позицията на дожа. Нарастването на богатството допринася до постепенно постигане на вътрешна стабилност чрез създаването на по-широка управляваща класа, способна да ограничи властта на дожа. Постепенно се развива и национално самосъзнание. От началото на IX век дожите се избират, макар и това често да се нарушава по време на граждански вълнения. В крайна сметка групата острови Риалто тържествено се преобразува в град Венеция (на латински: civitas Venetiarum).

## Венецианско херцогство
Между края на VII век и началото на VIII век, подобно на другите византийски провинции на Италия, Венеция е издигната в херцогство, оглавявано от военен и граждански управител с титлата dux. Според традицията първият херцог на Венеция е идващият от Опитергиум или Ераклеа Паолучо Анафесто. Началото на неговото управление е през 697 г. по време на управлението на император Леонтий. Според Chronicon Altinate годината е 698 г., а Йоан Дякон датира събитието назад в годините на император Анастасий II, следователно около 713 г., като също приписва избирането на Анафесто на самите венецианци. Новият херцог успява да консолидира границите чрез договор с лангобардския крал Лиутпранд, но е убит през 717 г. в заговор на аквилейски благородници.
Анафесто е наследен като херцог от стария си магистър милитум Марчело Тегалиано. Той се оказва пред вековния и трънлив въпрос за двете съперничещи си седалища на Аквилейската патриаршия – лангобардската Аквилеа и венецианското Градо, всяко от които претендира за изключителна легитимност. Поради това той се обръща към папа Григорий II, застъпвайки каузата на патриарх Донат от Градо и получавайки за него признаването на патриаршеската титла на Градо като автономно седалище. Марчело умира през 726 г. от естествена смърт и е погребан в Ераклеа.

### Антииконоборчески бунт
Смъртта на Марчело Тегалиано е във време на сериозна политическа криза, причинена от последиците от иконоборството на император Лъв III Исавър: през 726 г. Италия става жертва на вътрешни бунтове и много византийски херцогства се надигат срещу Константинопол и Равена. Така въстаналите венецианци самостоятелно назначават dux (от латински „командир“, от който по-късно ще произлезе терминът „дож“) сред трибуните в парламента в Ераклеа в лицето на Орсо Ипато. Лангобардите се възползват от ситуацията през 727 г. и окупират Болоня, и заплашват Равена, което кара екзарх Павел да бяга. В отговор папа Григорий II призова херцог Орсо да окаже помощ на екзарха. През 728 г. столицата Равена е превзета от византийците, подпомогнати от венецианците; властта на Орсо Ипато е узаконена през 729 г. с императорското предоставяне на титлата „ипат“.

### Режим на Магистър милитум
В началото на VIII век нов и сериозен бунт, начело с Джорджо Йоничо, разтърсва Равенския екзархат. Бунтът е вследствие на прилагането на решенията на Трулския събор, осъждащи латинската практика на църковно безбрачие, и поглъща вниманието на новия екзарх Евтихий. Той успява да го потуши и да върне Венеция под пълен византийски контрол: възползвайки се от убийството на херцог Орсо Ипато, замесен в още един сблъсък между градовете Хераклиана и Еквилий, Евтихий нарежда през 738 г. управлението на херцогството да бъде дадено на годишни военни магистрати от типа магистър милитум. След като по този начин гарантира лоялността на Венеция и събирането на нейните данъци, Евтихий намира убежище в лагуните през 740 г., когато лангобардите отново окупират Равена. През 741 г. той си връща града с помощта на магистър милитум Джовиано Чепанико, който в замяна е назначен за ипат. Въпреки това византийската власт над Италия е в неудържим упадък, а във Венеция сблъсъците между съперничещите си градове Хераклиана и Еквилий отново пламват.

### Изборност на херцога
През 742 г. новият магистър милитум Джовани Фабричако от Ераклеа се намесва във вътрешните спорове в полза на своя град. Сблъсъците са толкова жестоки, че в този период един от театрите на конфронтация дори е преименуван на canal homicidiale („канал на убийството“). Ситуацията, станала непоносима, най-накрая води до свалянето на последния магистър милитум и до преместването на столицата в Маламоко, където с имперска отстъпка на венецианците е разрешено да назначават автономен Dux: така властта е поверена на сина на последния херцог, Теодато Орсо. Събитието потвърждава за първи път изключителното право на народното Кончо – общото събрание на свободните мъже и духовенството, да назначава върховния магистрат.

## Падане на Равенския екзархат
Управлението на Теодато трябва да се изправи пред ситуация на непрекъснато нарастваща лангобардска заплаха: през 743 г. крал Лиутпранд завладява Чезена. Чувствайки се пряко застрашен, екзарх Евтихий търси помощта на папа Захарий, който се намесва пред краля за спасението на Равена, като същевременно стартира първи контакти с Пипин – майордом на франкския крал Хилдерих III, търсейки съюзници, способни да се противопоставят на лангобардите.
Само няколко години по-късно обаче, през 751 г., лангобардският крал Айзтулф щурмува Равена, слагайки край на Равенския екзархат. Евтихий намира убежище в Бари, но така и не успява да си върне града. Изправено пред трагичното положение на византийците, Венецианското херцогство се оказва почти напълно изолирано в северната част на Адриатическо море. Херцог Теодато реагира, като укрепва южната си граница, останала незащитена след падането на Равена, издигайки новата крепост Торе ди Бебе близо до древното устие на река Адидже. Новата политическа структура, произтичаща от упадъка на имперската власт, повлиява и на административния компонент на територията: прехвърлянето на столицата в Маламоко би трябвало също да съвпадне с окончателната победа на островната партия, меркантилна и свързана с морската търговия, срещу тази на земевладелците и земеделците, свързани с последните ивици на континента.
Междувременно романското население на Екзархата, загубило връзката с Екзарха, я намира в папството, и тази връзка се представя като наследница на имперската правна и социална система: папа Стефан II, уплашен от успеха на лангобардския крал Айзтулф, ускорява по този начин съюза с франките на Пипин срещу Айзтулф, слагайки началото на една нова политика за цялата Западна църква. Пипин, от своя страна, изпраща посланици при папата, за да провери желанието му да го короняса за крал на франките на мястото на непредпазливия Хилдерих III: папата незабавно нарежда арестуването и подстригването на краля, който е свален, позволявайки на Пипин да установи новата династия на Каролингите. След като споразумението е сключено, през 754 г. франките навлизат в Италия, побеждават Айзтулф и го принуждават да изостави последните си завоевания, като той ги предава на папа Стефан II чрез Дара на Пипин. По време на тези събития управлението на Теодато е внезапно прекъснато от заговор, който за кратко довежда Гала Лупанио на власт през 755 г.
След незначителното и много кратко управление на Лупанио, приключило през 756 г., следва това на Доменико Монегарио. Новият херцог обаче вижда, че властта му е ограничена от присъствието на двама трибуни, избрани да го подкрепят и контролират работата му, може би по волята на поземлената партия, която намира подкрепа за своята аграрна власт в древната трибунска система. През следващите осем години Монегарио напразно се опитва да се освободи от защитата на трибуните, но като не успява да го направи, накрая отстъпва: свален и прогонен, той е заменен от Маурицио Галбайо от Ераклеа.

## Франкско нашествие
Венецианците, обезсърчени от борбите по време на управлението на Монегарио, предпочитат повече да не прибягват до назначаването на надзорни трибуни, така че новият херцог, свободен от техния контрол и далеч от този на своя господар – василевсът на Константинопол, може да започне да конфигурира властта си в монархически аспект: следвайки модела на византийските императори, той възприема практиката да свързва наследника си с трона, като взима сина си Джовани за свой съхерцог.
Маурицио и Джовани скоро се оказват изправени пред враг, много по-опасен от онези, заплашвали Венеция дотогава. Всъщност след като Карл Велики – син на Пипин става новият суверен на франките, папа Адриан I отново прибягва през 774 г. до помощ отвъд Алпите, за да се противопостави на лангобардската опасност в лицето на крал Дезидерий: след като идва в Италия, Карл лесно успява да победи Дезидерий и да се провъзгласи за крал на лангобардите. Сред последиците от този огромен политически катаклизъм е признаването от папа Адриан на правото на Карл да контролира Венеция и Истрия, считани от самия папа за собственост като древни провинции на Равенския екзархат. Решението скоро предизвиква търкания с населението на Лагуната, където се формират две противоположни партии: едната профранкска, водена от патриарх Йоан IV, а другата провизантийска, водена от двамата дожи.
През 785 г. първите дипломатически сблъсъци с франките и папата са разрешени с прогонването на венецианските търговци от папския Пентаполис и с конфискацията на всичките им имоти в района на Равена, породено от основателното обвинение от страна на патриарх Йоан за извършване на незаконна търговия с роби и евнуси. След този първи удар бойно поле става новата епархия Оливоло (издигната през 776 г. и възникнала, анексирайки някои територии на Маламоко като Луприо, Дорсодуро и Риалто): след смъртта на първия епископ Обелерий дожите посочват гърка Христофор Дамиата за наследник през 797 г. Дамиата, но това среща острата съпротива на патриарха, който отказва да даде своето съгласие. Поради това напрежението нараства още повече, когато с коронясването на Карл Велики за август в коледната нощ на 800 г. франките влизат в открит сблъсък с Византийската империя, която се смята за изключителен пазител на имперската традиция. Във Венеция се стига до сблъсък и през 802 г. херцог Джовани щурмува Градо, като пленява и убива патриарха, който е наследен от неговия племенник Фортунат II. Последният се опитва малко след това да отмъсти за чичо си, като организира заговор срещу Джовани Галбайо, който междувременно остава единственият дож след смъртта на баща си. Разкрит, Фортунат е принуден да отиде в изгнание заедно с другите основни представители на профранкската партия. Град Хераклиана се възползва незабавно от победата, разширявайки контрола си върху голяма част от земите на Екзархата, на свой ред провокирайки реакцията на своя древен съперник Еквилий и повторното разпалване на вътрешната война. Така през 804 г. един от профранкските изгнаници – бившият трибун на Метамауко Обелерио Антенорео, спечелил благоволението на Карл Велики, успява да организира бунт в Метамауко, който сваля херцог Джовани Галбайо и довежда самия Обелерио на власт.
След като става херцог, Обелерио свързва с управлението брат си Беато, който заема по-провизантийски позиции. Затова двамата се обръщат към окончателното разрешаване на вековния проблем, причинен от съперничеството между Еквилий и Хераклиана. Херцогската намеса е брутална и окончателна: двата града са щурмувани, защитата е разрушена, а водачите им са депортирани в Метамауко. Станал по този начин господар на положението, благодарение и на централизацията на административната система, Обелерио през 805 г. успява да даде воля на стремежите на своята партия, като поставя Венеция под защитата на франките.
Постъпката обаче не оставя византийците безразлични. Император Никифор I Геник, който вече е изпратил войските си, за да си възвърне контрола над Далмация, окупирана през 806 г. от франките, изпраща мощен флот в Адриатическо море под командването на патриций Никита. Поради това херцог Обелерио побързва да поднови древната си лоялност към Константинопол, получавайки в замяна титлата „протоспатарий“. Провизантийските йерархии са възстановени и съхерцог Беато следва Никита в Константинопол със заповед да се представи пред императора. Императорът го посреща любезно и му дава титлата „ипат“, преди Беато да може да се върне в Метамауко.
Така през 809 г. византийците могат свободно да използват Венеция като база за своите операции срещу франките. Всъщност от изток идва нов флот под командването на херцога на Кефалония Паоло със задачата да започне преговори с новия крал на Италия Пипин – син на Карл Велики, и в случай на неуспех да мине към действие. След като и двете опции се провалят, Паоло напуска Адриатическо море, оставяйки Венеция сама на гнева на Пипин. Франкският суверен атакува херцогството по суша и море с намерението окончателно да го анексира. След първоначалните успехи операцията спира поради ожесточената съпротива от страна на Метамауко. Частичното унищожаване на франкския флот от венецианците и новините за приближаването на византийския флот най-накрая убеждават франките да изоставят Венеция и да се опитат да нападнат Далмация, но те се отказват и тук поради идването на византийците.
Основната последица от победата срещу неуспешния франкски опит за завоевание е окончателният успех на провизантийската партия. Херцог Обелерио е свален и предаден на византийския пълномощен представител Арсак, дошъл да преговаря за мир с франките. Обелерио следва посланика първо до каролингския двор в Аахен и накрая до Константинопол, където мисията трябва бързо да се върне поради внезапната смърт на василевса Никифор, паднал на българската граница. С Никифоровия мир Карл Велики, след като получава признание на императорската титла, се отказва от господството над Венецианската лагуна и Далмация. Венецианците подновяват своята лоялност към Византия, като обаче запазват старите привилегии и древните автономии, които са завоювали, така че адриатическите градове не са включени в новата византийска бюрократична система, основана на тема-та. Провизантийското надмощие е окончателно подпечатано с възкачването на херцогския трон на благородника от Ераклеа Анджело Партечипацио, отличил се по време на конфликта.

## Епоха на сем. Партечипацио: раждане на Венеция и произход на връзката ѝ със Свети Марк
След като става херцог, през 812 г. Анджело Партечипацио премества херцогското седалище от Маламоко, твърде въвлечено в предишните политически събития и твърде изложено на външни заплахи, в Риалто, което става новата херцогска столица в центъра на Венецианската лагуна. Централните острови на лагуната, след дългия период на нестабилност, причинен от битките между партията на Маламоко и земевладелците на континента, се оказват новото убежище на местното население, гарантиращо достатъчна стабилност за основните икономически дейности. Така и гъстотата на населението на района се увеличава около VII век – периодът, в който са построени църквите „Сан Мозе“ и „Сан Джакомо дел Орио“. Новият херцог нарежда изграждането на Двореца на дожите в Риалто и преди всичко възраждането на родната му Хераклиана, която е преустроена с името Civitas Nova Heracliana като ваканционен курорт за семейството на дожа и на другите най-изтъкнати венециански семейства.
През същата 827 г. Анджело е наследен от своя син Джустиниано. Неговото първо действие е да отговори на византийския император Михаил II, който иска военна помощ срещу сарацините в Сицилия – признание за военната сила на зараждащата се Венеция. Успехът на експедицията значително увеличава престижа на Партечипацио, който обаче рискува да бъде политически подкопан от резултата от събора, свикан в Мантуа от франкския император Лотар I. Той всъщност е постигнал възстановяването на първенството на Аквилейската патриаршия над тази на Градо и следователно над цялата Венецианска църква, заплашвайки с нейното подчинение и обединение. Тази ситуация на религиозна криза обаче е брилянтно преодоляна, когато тялото на Свети Марк пристига във Венеция на 31 януари 828 г., откраднато от Александрия в Египет от двама венециански търговци: притежанието на такива мощи възражда престижа на Венецианската църква, възпирайки амбициите на Лотар I за обединение. Пристигането на мощите на евангелиста има много силно въздействие върху зараждащия се град, именно поради огромния престиж, свързан с притежанието им. Светецът е обявен за новия покровител на държавата заедно с предишния византийски светец Теодор Тирон, като бързо започва да се издига, за да се превърне в самия символ на Венецианската държава.
Херцогът/дожът е наследен малко след това, през 828 г., от другия си брат Джовани I Партечипацио, свързан in extremis с трона, който обаче скоро се оказва застрашен. Внезапното завръщане в лагуната на сваления дож Обелерио, избягал от Константинопол, предизвиква голямо въстание сред населението на Метамауко и Виджилия: Партечипацио обаче реагират този път с изключителна енергичност и стоварват жестоко наказание върху двата града. Но скоро след това възниква нова заплаха от бунта на трибуна Карозо, който успява да узурпира херцогския престол за няколко месеца с подкрепата на многобройни знатни лица. Ситуацията е решена от намесата на друг представител на семейството – Орсо Партечипацио, епископ на Оливоло. Орсо успява да свали Карозо, който е ослепен, а съюзниците му убити, и вика Джовани I на трона, точно навреме за тържественото освещаване на новата базилика „Сан Марко“. Въпреки това решението за споразумение със славянските пирати, които заплашват търговията в Адриатическо море, се оказва фатално за сем. Партечипацио: нов бунт, воден през 836 г. от сем. Масталичи от Риалто, се противопоставя на управлението на Джовани и семейството му губи властта. Така нови икономически интереси започват да контролират властта във Венеция: Пиетро Традонико е номиниран за дож.
В безопасност в новия град, Венецианското херцогство остава византийски остров в морето на западното феодално средновековие, придобивайки все по-голяма автономияː през 840 г. например дожът по своя собствена инициатива обнародва търговския договор Pactum Lotharii със Свещената Римска империя. В този период се развива системата на патрицианските семейства, съревноваващи се за власт (признак за това са честите бунтове и свалянето на дожите) и ядро на бъдещата търговска олигархия начело на държавата. През 842 г. венецианският флот е победен от сарацините близо до Сусак.
В периода 855 – 880 г. се оформя венецианският монетен двор и започват да се секат монети.
През 864 г. Традонико е убит, докато напуска литургията за освещаване на църквата „Сан Дзакария“ – един от символите на властта на сем. Партечиацио; семейството я е издигнало благодарение на щедрото дарение към дож Анджело на василевса Лъв V Арменец, изпратил тялото на Свети Захарий и златото, необходимо за строежа. Убийството бележи връщането на власт на сем. Партечиацио, чийто представител е новият дож Орсо I. Орсо I, за да разсее всяко съмнение относно участието си, преследва сурово убийците на Традонико; в същото време отстранява лоялните на своя предшественик хора от Риалто, като ги депортира, макар и с отстъпки и привилегии, на остров Попилия. Ето защо той първо се обръща срещу сарацините, които побеждава в Таранто през 867 г., и срещу славянските пирати, споразуменията с които са стрували толкова скъпо на семейството му, а впоследствие и към Аквилеа, където през 880 г. сключва договор с патриарх Валперт, за да постави край на набезите на територията на Градо. През същата година обаче трябва да претърпи славянско нашествие, което води до разграбването на Читанова. Междувременно заздравява връзките си с Византия, като се жени за племенница на император Василий I Македонец, от която има четири деца, и придобива титлата „протоспатарий“. Херцог Орсо, чиято брачна връзка с източните императори изстрелва сем. Партечипацио до ниво, непознато дотогава за представителите на венецианския патрициат, консолидира династичното наследство, като свързва с управлението своя син Джовани II Партечипацио – бъдещ негов наследник през 881 г.
Джовани се опитва да контролира нарастващата търговска мощ на Комакио, като моли папата да направи брат му Бадоарио господар. Въпреки това той попада в засада, устроена му по време на пътуването до Рим от Марино, законния граф на Комакио. Джовани реагира през 883 г., като атакува и унищожава Комакио, след което го връща със силно намалена територия на папата. Джовани, който няма деца, се опитва напразно да гарантира стабилността на династията, като предава властта на братята си, но преждевременната смърт първо на Бадоарио, след това на Пиетро Партечипацио, първият му съхерцог, и накрая отказът от наследството на другият брат и колега Орсо I Партечипацио прави всичките му усилия безполезни. Сериозно болен, след абдикацията си през 887 г. Джовани II трябва да приеме, че династичното наследство отново е прекъснато и че изборът на дож зависи изключително от волята на народното събрание Кончо. За нов дож е избран Пиетро I Кандиано. Той тръгва с флот срещу неретляните, но на 18 септември загива в битка при Макарска. Той е първият дож, загинал в битка. Джовани II Партечипацио си връща властта за кратко и след това предава властта на новоизбрания дож Пиетро Трибуно през 888 г.

## Нашествие на унгарците
Дож Пиетро Трибуно, племенник на Пиетро Традонико, през 900 г. се оказва изправен пред нашествието на унгарците, които, възползвайки се от хаоса, в който по това време са изпаднали франкските владения, са започнали да извършват набези в Североизточна Италия, побеждавайки император Беренгар I. Изправен пред заплахата, венецианският херцог укрепва защитата на лагуните, като започва и изграждането на нови стени за защита на зараждащия се град Венеция.
Унгарците, завръщайки се победоносно в своите земи, нахлуват в херцогството, превземат Читанова Хераклиана, Еквилий, Брондоло и двете Киоджи с щурм, след което напредват към пристанището на Албиола, точно на юг от Метамауко, където са победени. Дожът е възнаграден с похвала от крал Беренгар I и с титлата „протоспатарий“ от Лъв VI Философ.

## Херцогството между сем. Партечипацио и сем. Кандиано
През 912 г., след смъртта на трибуна, властта се връща отново в ръцете на член на сем. Партечипацио – Орсо II. Той незабавно се заема да засили връзките с Константинопол, като изпраща сина си Пиетро като пратеник и получава в замяна от императорите Александър и Константин VII титлата „протоспатарий“. След това, през 924 г., дожът издейства от италианския крал Рудолф II подновяването на привилегията за сечене на монети, която в Алтинската хроника изглежда вече е била призната за първи път по времето на Карл Велики.
След абдикацията на Орсо II през 932 г. на власт идва Пиетро II Кандиано. Пиетро насочва вниманието си към Истрия, чиито крайбрежни градове поискват защита срещу набезите на славяните. Съюзният договор провокира реакцията на маркиза на Истрия Винтер от сем. Лантиери, който конфискува всички венециански активи в своите територии. Реакцията на Пиетро II е морска блокада, която принуждава Винтер да подпише мира от Риалто с Венецианското херцогство през 933 г., който признава свободата на търговията и корабоплаването за венецианците по бреговете на Истрия. След това дожът се обръща срещу Комакио, който, след като се възстановява, отново застрашава венецианските интереси в Адриатическо море. Градът е нападнат и принуден да се подчини, възползвайки се от слабостта на италианския крал Хуго I Арлски. Хуго е твърде зает в опитите си да бъде избран за император и в римските спорове, където папството, именно вследствие на борбите за власт, възникнали около императорските коронации, е потънало в епохата на т. нар. „порнокрация“ и е в ръцете на безскрупулната сенаторка Мароция.
След смъртта на Орсо представител на сем. Партечипацио – Пиетро II, син на Орсо II, е избран за дож за последен път през 939 г. Неговото кратко и мирно управление приключва през 942 г., когато Пиетро III Кандиано, син на Пиетро II, е избран да го наследи. Дожът трябва да се намеси с морска блокада в полза на патриарх Марин срещу заплахите на Лупо II от Аквилеа, който на 13 март 944 г. подписва мир и дава обещанието никога повече да не вдига оръжие срещу Градо. През 948 г. Кандиано изпраща експедиция от тридесет кораба срещу неретляните, които смущават венецианската търговия, но е победен. През 945 г. те атакуват самия Оливоло, отвличайки в катедралата „Свети Петър“ на 31 януари 12 девойки по време на processio scholarum – сватбено тържество. В отговор дожът изпраща флота по следите им; флотът ги настига на 2 февруари в Каорле, като ги побеждава и освобождава жените. През 951 г. Пиетро III сключва споразумения с краля на Италия Беренгар II, след което се опитва да консолидира династията Кандиано, като свърже сина си Пиетро IV Кандиано с трона. След като решава да ускори наследяването, Пиетро се опитва да свали баща си, но е победен и заточен. Пиетро IV обаче, в съюз с крал Беренгар II и с маркиза на Равена, започва да заплашва Венеция. Поради тази причина през 959 г. Пиетро III, виновен, че е спасил живота на сина си, е свален, и венецианците, за да избегнат война, решават да отзоват Пиетро IV от изгнание и да го направят дож.
След като става дож, Пиетро IV вижда неуспеха на могъщия си съюзник Беренгар II през 961 г., срещу когото се изправя самият император Ото I: заловен през 963 г., Беренгар е заточен и наследен на италианския трон от самия Ото. Това обаче не спира деспотичното и авторитарно отношение на Пиетро IV Кандиано, който през 966 г. се свързва с Ото, като се жени за лангобардката Валдрада, негова роднина. Този брак обаче предизвиква разочарованието на източните императори, които все още се смятат за законни господари на Венеция, а византийският император Йоан I Цимиски нарежда на венецианците през 971 г. да спрат търговията със сарацините, което нанася вреда на Византия. През 973 г. Пиетро IV Кандиано е свидетел на смъртта на другия си велик западен защитник Ото, но въпреки нестабилното си положение е решен да консолидира властта си. Това е искрата на бунта: населението се надига, обсажда и подпалва двореца, като убива Пиетро IV Кандиано и най-малкия му син: трупът на дожа, който се е обградил с чуждестранни наемници, противопоставил се е на византийските интереси, свалил е и е ослепил по обвинение в симония епископа на Оливоло, е хвърлен в обществената кланица.
Веднага след като е избран, новият дож Пиетро I Орсеоло трябва да защитава правата си пред германския император Ото II, подстрекаван срещу него от патриарх Витале Кандиано и от принцеса Валдрада, която избягва клането на баща си и намира убежище при майка си – императрицата на Германия Аделхайд. След като постигат споразумение, дожът и императорът подновяват старите споразумения между Венеция и Свещената Римска империя. Освободен от тази задача, Пиетро I Орсеоло успява да се посвети на реконструкцията на двореца и на базиликата „Сан Марко“, разрушени по време на бунта заедно с голяма част от града. Неговото управление е кратко, но по-отдадено на религиозните нужди, отколкото на светските задачи, и постоянно застрашено от заговорите на патриарх Витале. Дожът е поразен от срещата с абата на Сен Мишел дьо Куша, който идва във Венеция, за да се поклони на мощите на Свети Марк. Така в нощта на 1 септември 978 г. Пиетро Орсеоло бяга от града, за да се оттегли в манастир в Пиренеите, където умира 19 години по-късно, заслужавайки канонизацията на Католическата църква.
Бягството на Пиетро позволява на сем. Кандиано да се върне на власт. Народното събрание Кончо всъщност избира за дож Витале Кандиано, син на Пиетро III и полубрат на едноименния патриарх. Въпреки това лошото здраве на дожа го принуждава да абдикира само след четиринадесет месеца, оттегляйки се в абатството Сант'Иларио.
Той е наследен през 979 г. от дожа Трибуно Мемо, чието управление е обезпокоено от вътрешни раздори. Първоначално, на 7 юни 983 г., император Ото II подновява търговските привилегии, които вече са били подписани с много дожи. Впоследствие напрежението между фракцията, подкрепяща Свещената Римска империя, водена от сем. Колоприни, и тази, която е най-близка до Византийската империя, подкрепяна от сем. Морозини, кара западния император да наложи забрана на търговията във Венеция, докато в града имотите на предателите са нападнати. След смъртта на Ото II в Рим на 7 декември 983 г. сем. Колоприно е помилвано и се връща във Венеция: Трибуно Мемио изпраща сина си Маврикий в Константинопол в напразно търсене на подкрепа и през 991 г. е принуден да абдикира и да се оттегли в манастир. През 982 г. дож Мемо отстъпва остров Сан Джорджо на монаха Джовани Морозини, където е основано абатството Сан Джорджо Маджоре. В този документ се споменава Доменико Фиолариус, производител на ампули. Това е първият документ, който съобщава за обработката на стъкло във Венеция.

## Епоха на сем. Орсеоло
През 991 г. народното събрание Кончо избира Пиетро II Орсеоло за дож. Той е син на Пиетро I, който отива в манастир в Пиренеите. Новият дож получава от император Василий II Българоубиец хрисовул, вероятно поискан още от баща му. Хрисовулът признава облекчаването на венецианците от данъците върху търговските дейности в империята като награда за тяхната намеса срещу Ото II в Пулия. От друга страна дожът сключва споразумения с новия германски император Ото III, който, отслабен в своята власт в Италия, с радост приема предложенията за приятелство, признавайки допълнителни отстъпки на венецианците и на Запад. Трето, Пиетро II установява нови търговски връзки с мюсюлманските държави от Изтока и Запада, увеличавайки търговското богатство на града. Когато през 996 г. Ото III от Германия идва в Италия, за да поиска правата си, венецианските посланици се втурват да го посрещнат още в проходите в Алпите: тази демонстрация на уважение и приятелство спечелва на дожа привилегията синът му Пиетро да бъде миропомазан във Верона именно от императора. Младият мъж дори променя името си на Отоне Орсеоло в чест на императора. През същата година Пиетро II Орсеоло организира морска експедиция срещу наретлянските пирати, започнали отново да заплашват венецианските брегове и пътища. Победените наретляни започват да тормозят далматинското население, което поисква помощ от Венеция. През 998 г. дожът организира друг голям флот, който отплава от пристанището Лидо на Възнесение Господне: наретляните са принудени да преговарят и градовете на Далмация стават протекторати на Венеция. Войната обаче продължава дългоː след като намират валиден съюзник в лицето на краля на Хърватия, който вижда узурпирането на властта му над далматинските градове (и управлява с властта на византийски херцог), неретляните подновяват своята съпротива, преди да бъде окончателно победени около 1000 г.
При завръщането си във Венеция през 1001 г. дожът приема визитата на император Ото, който кръщава дъщеря му. През 1002 г. той помага на византийците, обсадени от сарацините в Бари, като освобождава града. Новият император на Германия Хайнрих II Свети кръщава във Верона по-малкия син на Пиетро II, който приема името Енрико Орсеоло. След това дожът изпраща синовете си Ото и Джовани в Константинопол, за да поискат от императора признаването на венецианското управление над Далмация. Успехът на дипломатическата мисия е увенчан през 1003 г. с брака на Джовани с византийската благородничка Мария Аргира, сестра на епарха Роман III Аргир и племенница на самия василевс, и с предоставянето на титлата „бадуарий“, но преди всичко с признаването на Пиетро II и на неговите наследници на титлата Dux Veneticorum et Dalmaticorum (дож на венецианците и на далматинците). Ото се завръща незабавно във Венеция с новината, последван през 1004 г. от Джовани, който е възнаграден за успеха си, ставайки съдож. След смъртта на Джовани през 1007 г. Пиетро II свързва Ото с трона, след което през 1008 г. нарежда сина му Орсо да бъде назначен за епископ на Торчело. По това време дожът се занимава с възстановяването на Градо и на катедралата „Санта Мария Асунта“ в Торчело, и с разкрасяването на Читанова, на базиликата „Сан Марко“ и на Двореца на дожите във Венеция.
Пиетро II Орсеоло – бащата на венецианската власт умира през 1009 г. и е погребан в църквата „Сан Дзакария“. Той е наследен от Отоне Орсеоло, който укрепва позицията на династията сиː сключва брак с Мария Арпад, сестра на краля на Унгария Стефан I през 1011 г., издига брат си Орсо за патриарх на Градо през 1018 г. и позволява на другия им брат – 20-годишният Витале Орсеоло да го наследи на църковния стол в Торчела. На тези две унаследявания се противопоставя патриархът на Аквилеа Попон. Веднага след това Попон напада Градо, възползвайки се от факта, че след като стават непопулярни поради прекомерната си власт, дожът и патриарх Орсо са заточени в Истрия. Аквилейската атака обаче е в полза на Ото, който участва в успешната защита на Задар срещу краля на Хърватия Крешимир III и е отзован във Венеция, само за да бъде свален отново през 1026 г. от бунт начело с Доменико Флабанико: той е заловен, брадата му е отрязана и е заточен в Константинопол.
На власт като дож идва Пиетро Чентранико от Ераклеа, но позицията му е несигурна. Кралят на Унгария Стефан, подстрекаван от сем. Орсеоло и провъзгласил се за защитник на техните права, започва да заплашва Венецианска Далмация. Деверът на Ото, станал император на Византия като Роман III Аргир, започва да оказва натиск върху Венеция да насърчи връщането му. Сем. Орсеоло, от своя страна, възползвайки се от отсъствието от града на Доменико Флабанико – покровител на дожа, пленява Чентранико през 1031 г. и го прогонва от града.

### Прогонване на сем. Орсеоло и първи конституционен закон на републиката
След прогонването на Пиетро Чентранико патриарх Орсо незабавно отзовава брат си Ото от изгнание, за да възобнови управлението. Ото обаче предпочита да остане в Константинопол, поради което поверява управлението от свое име на Орсо, изчаквайки по-подходящ момент да се завърне. Но новината за внезапната смърт на Ото през 1032 г. шокира Орсо, който внезапно губи основите на властта си, без да има определен наследник. В качеството си на патриарх той побързва да короняса племенника си Доменико Орсеоло за дож с надеждата, че пред свършен факт народното събрание Кончо ще одобри унаследяването. Събранието обаче се надига срещу Доменико, принуждавайки го да бяга към Равена. След това Кончо, раздразнено от непрекъснатите бунтове и династични спорове, постановява с това, което се смята за първия конституционен закон на венецианската система, премахването вовеки на практиката на свързването на съдожа с трона, отстраняването от властта на всички потомци на сем. Орсеоло и стабилната подкрепа на дожа от двама съветници, отговорни за надзора на работата му. След това избира за дож именно Доменико Флабанико.

## Търговска експанзия
Управлението на Доменико Флабанико, след предишната турбулентност, преминава мирно. През 1043 г. той е наследен от Доменико I Контарини. Контарини първо трябва да се изправи пред окупацията на Градо от аквилейския патриарх Попон през 1044 г. Попон, решен да сложи край на съперничещата му патриаршия, извършва нечовешки престъпления, като подпалва къщи и църкви, ограбва малкото останало при предишни набези и кощунствено унищожава олтарите, така че е заплашен с отлъчване от Църквата от папа Бенедикт IX. Когато Попон умира през 1045 г., дож Контарини изпраща флота да превземе града. Сега вече той може да насочи погледа си към Далмация, където хърватският крал Петър Крешимир IV е накарал Задар да прогони венецианския граф Орсо Джустиниано чрез окупация. Затова Задар е върнат обратно и дожът поставя като граф сина си Марко. Междувременно Контарини е номиниран за бадуарий и протосеваст от Константин IX Мономах, който се надява на венецианска помощ срещу норманите, заплашващи имперските владения в Южна Италия. Молбата на императора за помощ е признание за нарастващата венецианска мощ, проявена чрез началото на реконструкцията на базиликата „Сан Марко“ във Венеция, открита през 1050 г. Срещу норманската заплаха императорът потърсва съюза с Венеция и с новия понтифекс: на връщане от Германия папа Лъв IX посещава Венеция през 1051 г.; венецианската църква „Сан Лио“ е посветена на неговия светец-покровител, но папата не дава конкретна помощ срещу норманите.
След като побеждават папските войски в битката при Чивитате през 1053 г. и завладяват Бари – последната византийска крепост, победителите нормани най-накрая получават папско признание за своето господство над бившите имперски владения в Южна Италия: това е само последното от поредицата търкания между Рим и Константинопол, което приключва окончателно на 16 юли 1054 г. с Голямата схизма между Католическата църква и Православната църква. Император Роман IV Диоген, отчаяно търсейки съюзници срещу своите източни и западни врагове, трябва да се изправи пред нахлуването на селджукидите. След като не получава помощ от Венеция срещу норманите, той решава през 1069 г. да признае Петър Крешимир за крал на Хърватия и Далмация, като по този начин подготвя почвата за бъдещи конфликти за далматинските владения на Венеция. Роман IV пада на 26 август 1071 г., когато катастрофалното поражение в битката при Манцикерт отваря вратите на Анадола и Мала Азия за турците.
В подобна ситуация за дож е провъзгласен Доменико Селво. Общата политическа ситуация се влошава още повече, когато през 1072 г. избухва борбата за инвеститура между папа Григорий VII и германския крал Хайнрих IV: Венеция, оставайки вярна на своята политика на баланс между великите сили, не застава на ничия страна. Междувременно в южната част на Италия норманите от Отвилите започват да насочват интересите си към Адриатическо море и Гърция, като по този начин влизат в политически конфликт с венецианските интереси. Така когато през 1081 г. Робер Гискар окупира Корфу и обсажда Драч, венецианският флот, под командването на дож Селво, се намесва, за да помогне на византийците, и Драч е освободен (той е изгубен малко след това след катастрофалното византийско поражение). Въпреки това император Алексий I Комнин дава като награда на дож Селво правото да прехвърли поста си на синовете си, а през май 1082 г. издава хрисовул, с който предоставя на венецианските търговци широки привилегии във всички основните пристанища и пазари на Румъния, което значително увеличава обема на трафика за Венеция. Увеличаването на търговията, започнало след новите адриатически завоевания, води до нарастваща динамика във венецианското общество, което се доказва от раждането на нови търговски форми като коменда и от непрекъснато нарастващата политическа активност на Народното събрание – властови инструмент на търговската класа. Междувременно войната с норманите продължава с морски и сухопътни операции, неблагоприятни за венецианско-византийските съюзници. Скоро позицията на Селво, станал непопулярен заради стремежа си да наследи херцогството, се разклаща. През 1084 г. той е низвергнат, подстриган и затворен в манастир.
Новият дож Витале Фалиер де' Дони се намесва по-решително срещу норманите. Той ги побеждава при Бутринт и ги принуждава да преминат в отбрана, но със смъртта на Робер Гискар през 1085 г. армията му изоставя позициите, до които е достигнала, за да се върне в Пулия. Поради това византийският император дава на дожа титлата „херцог на Венеция, Далмация и Хърватия“ и тази на протосеваст, като в същото време го упълномощава да сече монети, като подпечатва, в допълнение към името на императора, израза S. Marcus Venecia. Смъртта през 1089 г. на Димитър Звонимир – последният хърватски крал, води до обединяването на неговата корона с унгарската корона на крал Калман Книжник: събитието, в допълнение към създаването на нов мощен съсед за далматинските владения на Венеция, засилва хърватските претенции върху региона пред унгарските, датиращи от краткото маджарско кралство на рода Орсеоло. Докато новата заплаха се задава на хоризонта, във Венеция на 8 октомври 1094 г., в присъствието на дожа, патриарха и император Хайнрих IV, се провежда тържественото освещаване на новата базилика „Сан Марко“; мощите на Свети Марк, намерени по чудо по време на работите в древното скривалище, поставени там след последния пожар, са поставени в криптата и са скрити на място, известно само на дожа, на примицерия и на прокурорите на Свети Марк.

## Обяснителни бележки
1. ↑  Йоан Дякон пише в Istoria Veneticorum, II-2ː «Temporibus nempe imperatoris Anastasii et Liuprandi Langobardorum regis, omnes Venetici, una cum patriarcha et episcopis convenientes, communi consilio determinaverunt quod dehinc honorabilius esse sub ducibus quam sub tribunis manere. Cumque diu pertractarent quem illorum ad hanc dignitatem proveherent, tandem invenerunt peritissimum et illustrem virum, Paulitionem nomine, cui iusiurandi fidem dantes, eum apud Eraclianam civitatem ducem constituerunt.» („Точно по времето на император Анастасий и Лиутпранд, крал на лангобардите, всички венецианци, събрани заедно с патриарха и епископите, решиха по взаимно съгласие, че следователно е по-почтено да останат под [управлението] на херцог, вместо на трибуни. И като обсъждаха дълго време кого от тях да издигнат до този пост, те най-накрая намериха един много способен и знаменит човек на име Паолучо и като му се заклеха във вярност, го номинираха за херцог на град Хераклиана..").
2. ↑  Андреа Дандоло пише в Chronaca Venetiarum, I-7: «Illic Paulutius dux amicitiam cum Liutprando rege contraxit et pacta inter Venetos et Langobardos fecit per quae sibi et populo suo immunitates plurimas acquisivit et fines Heracliae cum Marcello magistro militum, terminavit, videlicet, a Plava majore usque in Plavam sicca, sive Plavicellum.» („Там херцог Павлизий сключи мир и приятелство с крал Лиутпранд и сключи договор между венецианците и лангобардите, с който той придоби за себе си и своя народ многоброен имунитет и, както се вижда, установи заедно с магистър милитум Марцел границите на Ераклеа от Пиаве Маджоре до сухото Пиаве, иначе наричано Пиавичело").
3. ↑  Анонимният автор на Cronaca Altinate, книга III, пише: «Orta est contentio inter Veneticos, coeperunt fortiter inter se pugnare, apprehenderunt eandem civitatem et incenderunt et interfecierunt Paulicium in simul cum filium eius et cunctos consanguineos eorum et remansit ex eis nisi tantum salummodum unus clericus qui genuit duos filios.» („Имаше раздор между венецианците и те започнаха да се бият помежду си енергично и превзеха същия град [Хераклиана], изгориха и убиха Павликий [Паолучо Анафесто], заедно със сина му и всичките им роднини, и от тях остана само един духовник, от който произхождаха двама сина.“).
4. ↑  Йоан Дякон пише в своята Istoria Veneticorum, II-17ː «Eisdem etiam diebus Venetici, magistrorum militum prelibate prefecture dignitatem abominantes, rursum, ut quondam, ducem, videlicet Deusdedem, sepedicti Ursonis ypati filium, in Metamaucense insula sibi crearunt.» („Освен това, в същите тези дни венецианците, отвратени - правителството го доказа, от службата на магистър милитум, номинираха отново, както в миналото, херцог на остров Метамауко, а именно Теодат, смятан за син на Орсо Ипат").
5. ↑  Йоан Дякон пише в Istoria Veneticorum, III-32, че «Deinde cum domnus Iohannes dux adhuc infirmitate detentus, frater eius ducatum rennueret, Venetici ducem sibi constituerunt, Petrum videlicet, cognomento Candianum, infra domum ipsius, septima decima die mensis aprilis» („След това, тъй като господарят Джовани, херцогът, стана негоден да управлява, като от херцогството се отказа и брат му, венецианците назначиха за свой дож именно Пиетро с фамилият Кандиано, в неговия собствен дом, на седемнадесетия ден от месец април.").